# 今治織物工業協同組合
今治織物工業協同組合（いまばりおりものこうぎょうくみあい）は、愛媛県今治市に本社を置く協同組合。
今治市内のタオル事業者向けに綿糸等の共同購入・卸売を行っていた他、1970年代以降はゴルフ練習場や駐車場事業、不動産賃貸事業、ホテル事業など経営の多角化を進めた。しかし中国やベトナムなどの安価なタオルの流入によって市内のタオル事業者の倒産・廃業が相次いだことで事業が低迷し、また関連事業もバブル崩壊などで経営不振に陥り経営が悪化した。
ホテルを運営する関連会社が民事再生法の適用を申請したことで多額の負債を抱え、2012年（平成24年）1月には解散を決議した。9月27日には関連会社に今治アール・シーと共に破産の手続き開始決定を受けた。
今治大丸（2008年（平成20年）に閉店した）のあった建物と土地は今治織物工業組合と今治大丸の所有であったが、2012年（平成24年）5月に地元の有力企業が設立した「どんどび」に売却された。

## 沿革
- 1894年（明治27年） - 綿布同盟会が発足する。
- 1951年（昭和26年） - 協働組合に改組して「今治織物工業協同組合」が設立される。
- 1968年（昭和43年） - 組合員などと共同出資で今治アール・シーを設立する。
- 1990年（平成2年） - 組合員などと共同出資でナウシスを設立する。
- 1992年（平成4年） - 今治ゴルフパーク（現在は閉鎖）を開設する。
- 1993年（平成5年） - ホテルアジュール（ナウシスが運営）を開設する。
- 2008年（平成20年）- 不動産を賃貸していた今治大丸が閉店される。
- 2011年（平成23年） - 関連会社のナウシスが民事再生法を申請する。
- 2012年（平成24年）1月 - 解散する。
- 2012年（平成24年）9月27日 - 関連会社の今治アール・シーと共に破産手続きを開始する。負債額は今治織物工業が約44億8800万円、今治アール・シーが約12億3500万円で合計約57億円。[2]

## 関連会社
今治アール･シー
- 駐車場運営事業を行っていた。以前はゴルフ練習場の今治ゴルフパークの運営も行っていた。2012年（平成24年）3月に解散し、9月27日に破産手続きを開始。

ナウシス
- ホテル運営会社。今治市の湯ノ浦でリゾートホテル「ホテルアジュール汐の丸」の運営を行っている。2011年（平成23年）に約23億円の負債を抱え民事再生法を申請した。その後100％減資し、2012年（平成24年）に海栄館が子会社化している。[3]